# NGC 828
NGC 828 is een spiraalvormig sterrenstelsel in het sterrenbeeld Andromeda. Het hemelobject werd op 18 oktober 1786 ontdekt door de Duits-Britse astronoom William Herschel.

## Synoniemen
- PGC 8283
- UGC 1655
- MCG 6-5-92
- ZWG 522.125
- 6ZW 177
- IRAS02071+3857